# Herbert Kersten
Herbert Albert Kersten (* 13. Februar 1918 in Wien; † September 1996 ebenda) war ein österreichischer Schauspieler bei Bühne, Film und Fernsehen.

## Leben und Wirken
Kersten hatte seine künstlerische Ausbildung bei dem Burgtheater-Schauspieler Wilhelm Schmidt erhalten und seinen Theatereinstand zu Beginn der 1940er Jahre im damals deutschbesetzten Brünn gegeben. Es folgten bis 1943 Verpflichtungen an Provinzbühnen in Steyr und Liegnitz sowie nach dem Krieg an mehrere Bühnen seiner Heimatstadt Wien. Außerdem unternahm Herbert Kersten mehrfach Gastspielreisen.
Erst Mitte der 1950er Jahre begann der Wiener, regelmäßig vor die Kamera zu treten. Der Mann mit den markanten Gesichtszügen spielte mit Nebenrollen in einer Fülle von österreichischen, aber auch deutschen Film- und Fernsehproduktionen mit. Mehrfach verkörperte Kersten Mediziner, aber auch Richter, Offiziere und Anwälte. Mit Beginn der 1980er Jahre endeten Herbert Kerstens Aktivitäten vor der Kamera und er konzentrierte sich ganz auf seine Bühnenarbeit (z. B. am Theater in der Josefstadt).

## Filmografie
- 1955: Geheimnis einer Ärztin
- 1957: Wien, du Stadt meiner Träume
- 1958: Wenn Mädchen ins Manöver zieh’n
- 1959: Kein Mann zum Heiraten
- 1959: Immer die Mädchen
- 1960: Das Spiel vom lieben Augustin
- 1960: Ich heiße Robert Guiscard
- 1961: Das Land des Lächelns
- 1962: Die lustige Witwe
- 1963: Ein Alibi zerbricht
- 1963: Der Bockerer
- 1963: Mensch und Bestie
- 1965: Gute Geschäfte
- 1966: Der Fall Auer
- 1966: Krach im Hinterhaus
- 1968: Schamlos
- 1968: Komm nur, mein liebstes Vögelein
- 1969: Die Enthüllung
- 1969: Wie eine Träne im Ozean
- 1970: Und Jimmy ging zum Regenbogen
- 1971: Omer Pascha (Sereie)
- 1971: Evol
- 1971: Kaiser Karls letzte Schlacht
- 1972: Die Abenteuer des braven Soldaten Schwejk
- 1972: Hexen – geschändet und zu Tode gequält
- 1973: Hallo – Hotel Sacher … Portier!
- 1977: Oh la la, die kleinen Blonden sind da
- 1979: Leutnant Gustl
- 1979: Tatort: Mord im Grand-Hotel
- 1980: Maria Theresia
- 1980: Vor Sonnenuntergang